# Heterokrohniidae
Heterokrohniidae is een familie in de taxonomische indeling van de pijlwormen. De familie werd in 1985 beschreven door Casanova.

## Geslachten
De familie telt volgende geslachten:
- Geslacht Archeterokrohnia
- Geslacht Heterokrohnia
- Geslacht Xenokrohnia